# Гельбарт, Фанни
Фанни Гельбарт (нидерл. Fanny Gelbart, настоящее имя Фемми, нидерл. Femmy; 26 декабря 1886, Влоцлавек — 26 января 1943, Освенцим) — нидерландская пианистка еврейского происхождения.
С 1887 году вместе с семьёй жила в Нидерландах. Училась в Амстердамской консерватории у Сары Бенедиктс. Приобрела определённую известность в Нидерландах в 1908—1913 годах выступлениями в составе «Амстердамского трио» (нидерл. Amsterdamsch Trio) вместе со скрипачкой Неллой Гуннинг и виолончелисткой Като ван дер Хувен; критика отмечала лидирующую роль Гельбарт в коллективе, рекомендуя ей бо́льшую сдержанность с тем, чтобы не подавлять двух других исполнителей. 20 ноября 1918 года вместе с Фердинандом Хелманом, Алексом Полаком и Мари Лёвенсоном осуществила премьеру фортепианного квартета Жоржа Антуана спустя пять дней после смерти композитора.
После Первой мировой войны выступала нечасто и, главным образом, как аккомпаниатор, в большей степени посвятив себя педагогической работе. Маттейс Вермёлен уже в 1920 году отмечал, что выступление Гельбарт (в ансамбле с виолончелистом Бертраном Анри Дрилсмой (1879—1943) может служить примером концерта музыкальных педагогов (которые в чём-то способны и превзойти концертных завсегдатаев).
Погибла в период Холокоста в Освенциме 26 января 1943 года.